# Kwietniki
Kwietniki je vesnice na jihu Polska v Dolnoslezském vojvodství. Nachází se na sever od města Bolków a je součástí okresu Jawor. Zastavěná část je při silnici spojující Pogwizdów na západě a Sokola na severovýchodě. Vesnici protéká potok Przyłęcznica. Nachází se zde kostel svatého Josefa.

## Galerie

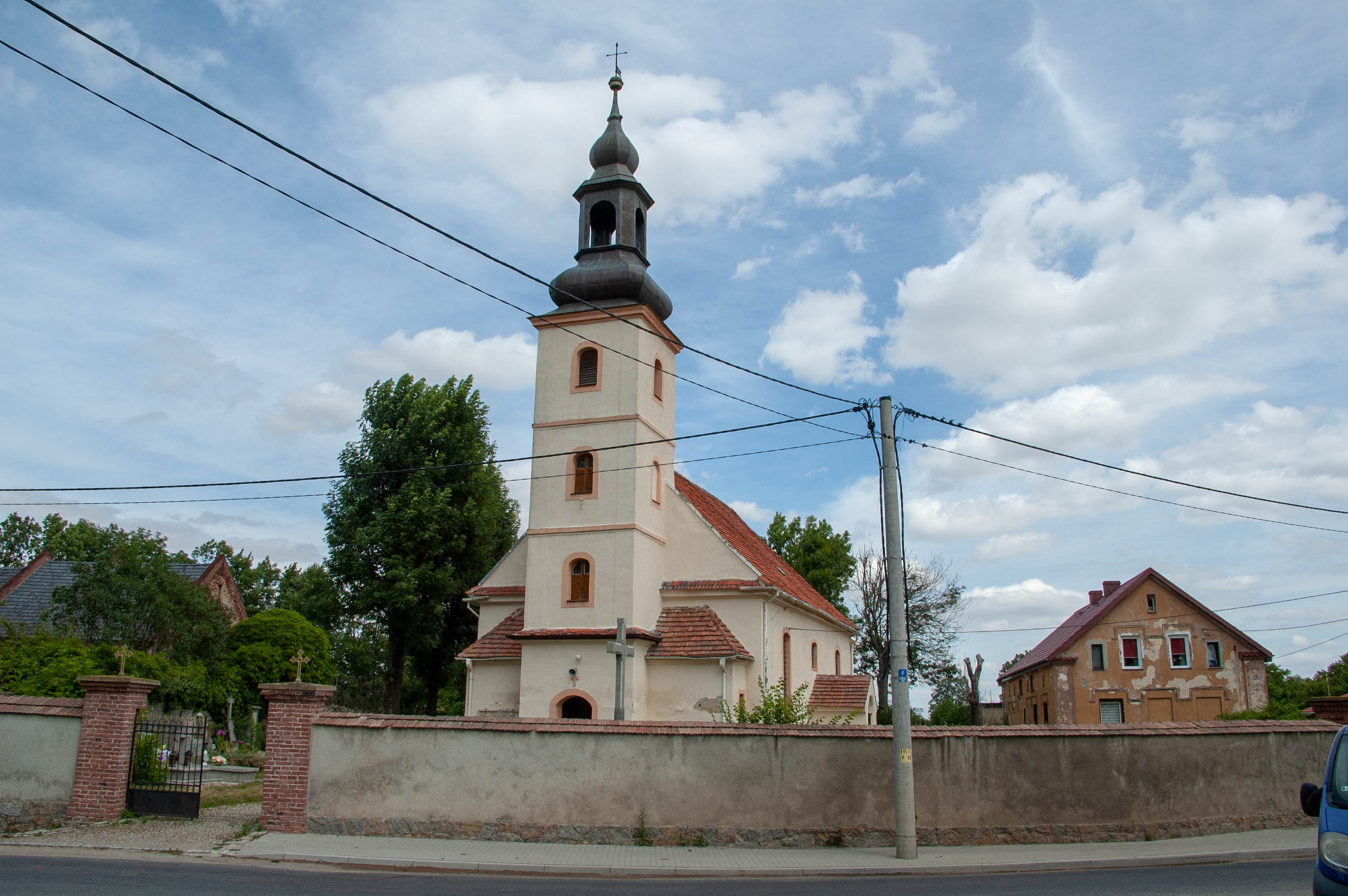
Kostel svatého Josefa
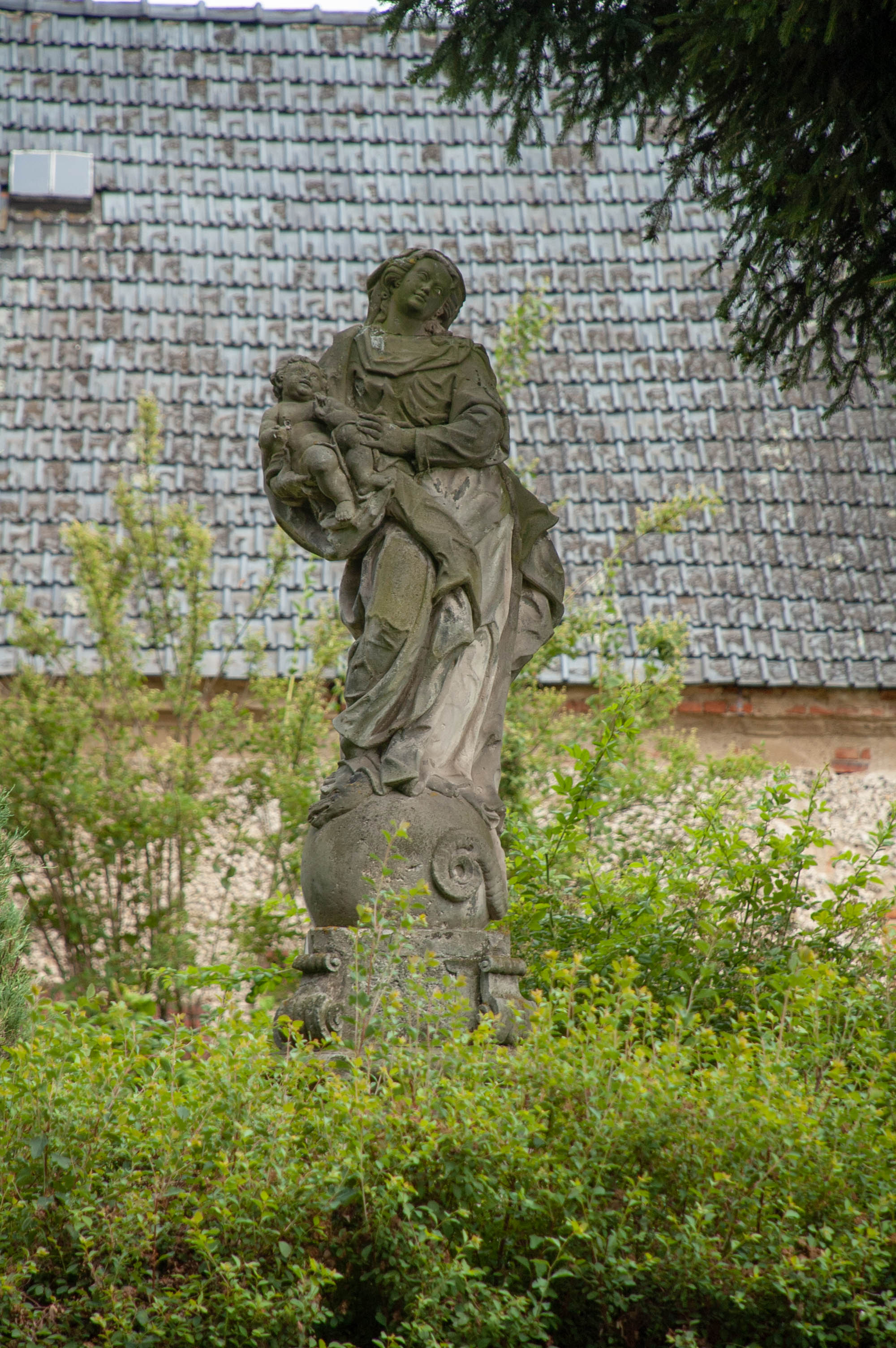
Immaculata
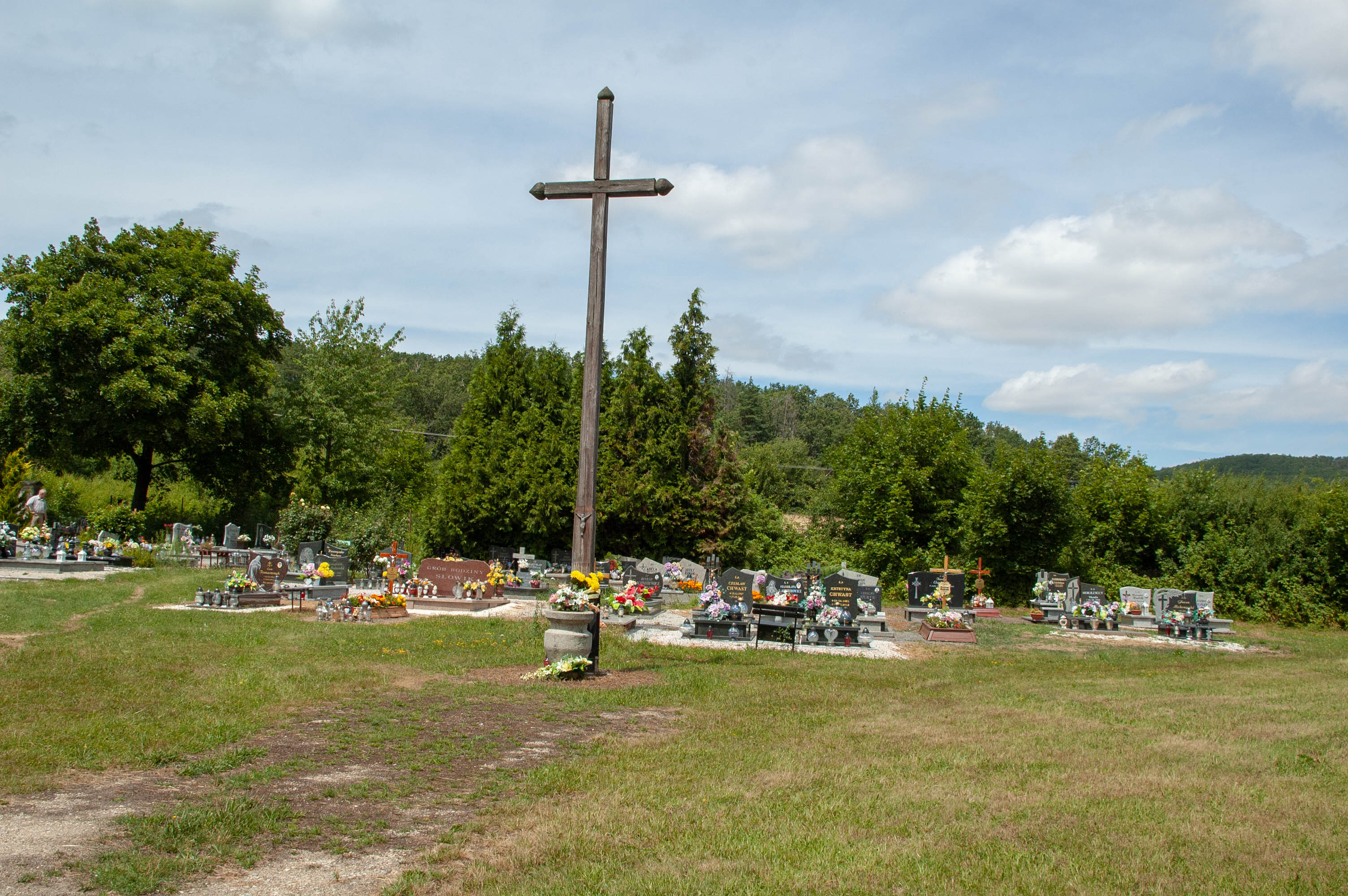
Hřbitov
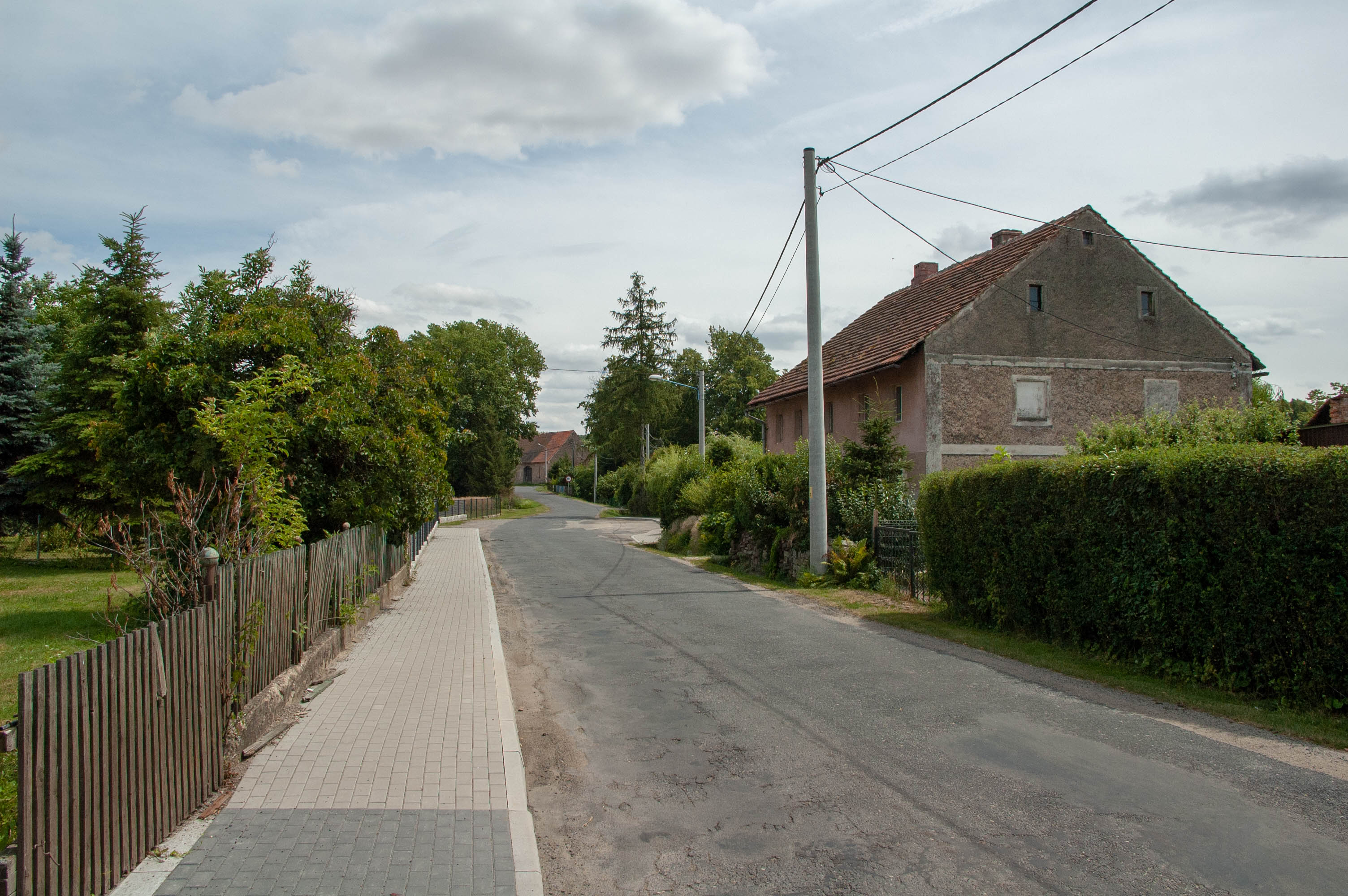
Dům u silnice
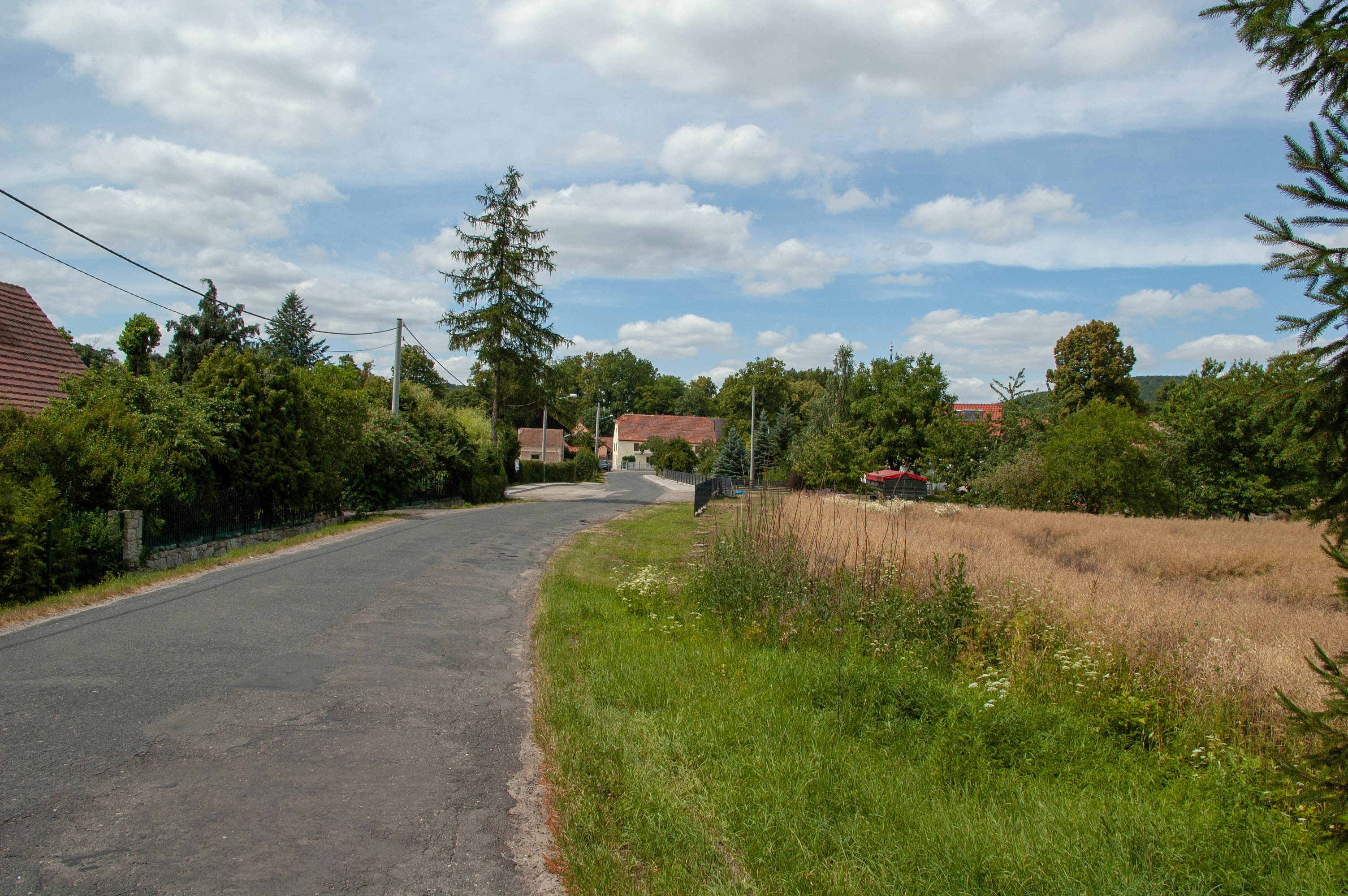
Cesta
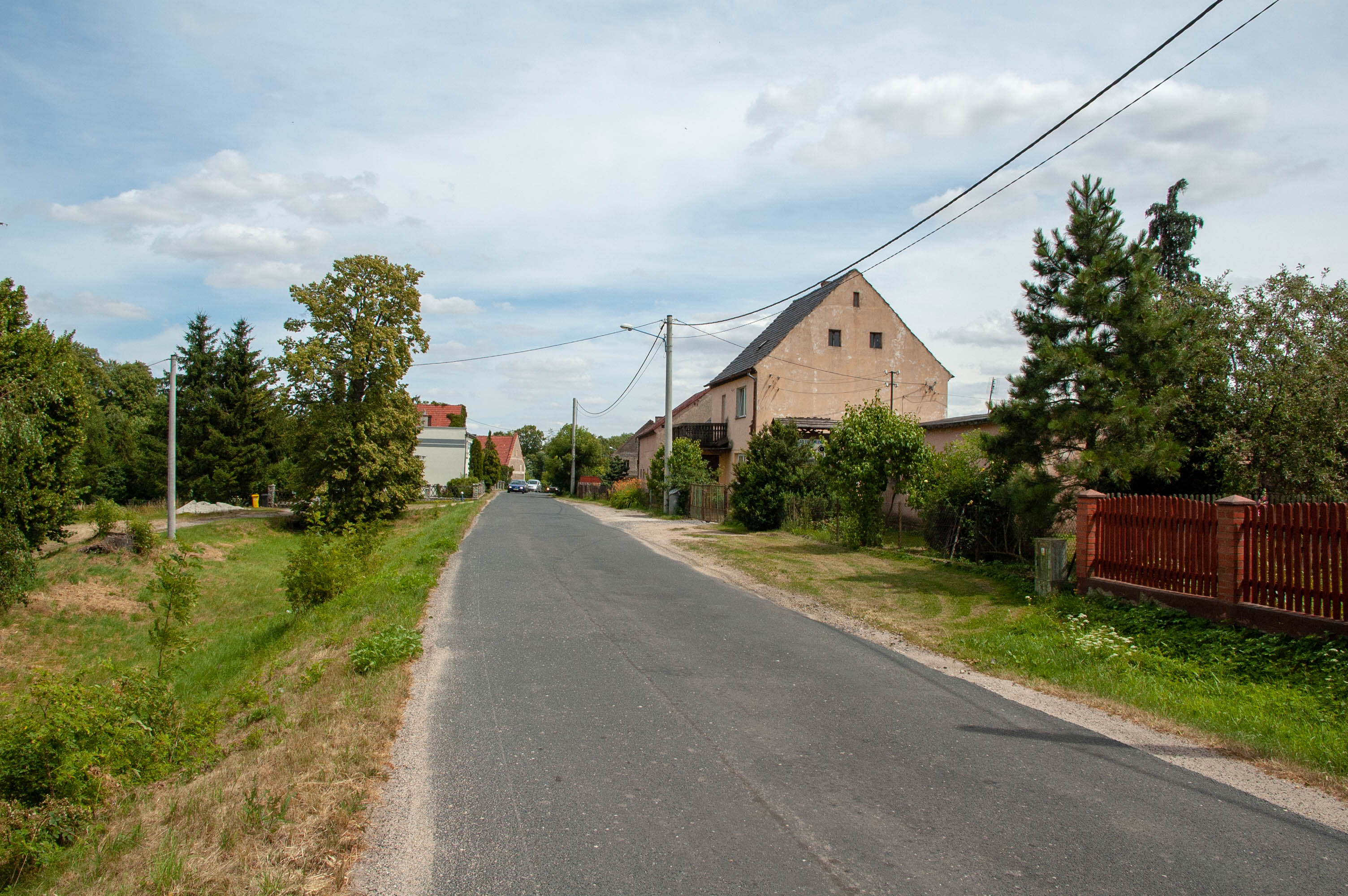
Cesta